# Stora Fisklösen, Västmanland
Stora Fisklösen är en sjö i Hällefors kommun i Västmanland och ingår i Göta älvs huvudavrinningsområde. Stora Fisklösen ligger i Murstensdalen Natura 2000-område.